# Olga Korbut
Pour les articles homonymes, voir Korbut.
Olga Korbut (russe : Ольга Корбут ; biélorusse : Вольга Корбут), née le 16 mai 1955 à Hrodna, (U.R.S.S., aujourd'hui Biélorussie) est une gymnaste soviétique, active dans les années 1970.
Au cours de sa carrière sportive, elle remporte notamment quatre médailles d'or aux Jeux olympiques. Surnommée « le Moineau de Minsk », elle est une des gymnastes les plus renommées au monde et elle a, avec Nadia Comăneci, donné une autre dimension populaire et médiatique à ce sport.

## Enfance
Olga Valentinovna Korbut (russe : Ольга Валентиновна Корбут, biélorusse : Вольга Валянцінаўна Корбут) naît le 16 mai 1955 à Grodno (auj. Hrodna) en Biélorussie, alors une région de l'URSS,,,.
Elle est la quatrième fille de Valentin et Valentina Korbut,. Son père est natif de la région de Kalinkovitchi. Blessé au combat lors de la Seconde Guerre mondiale, il perçoit une pension militaire d'invalidité et est ingénieur,. Sa mère, qui a reçu une formation d'infirmière de guerre, travaille comme cuisinière dans une coopérative ouvrière,. Les trois grandes sœurs d'Olga sont Irina, née en 1946, Zemfira, née en 1948, et Ludmilla, née en 1953,. La famille vit à Grodno, dans un petit appartement situé au premier étage du no 3 de la place Lénine.
À l'école no 10 de Grodno, Olga, qui est la plus petite des enfants de sa classe, est raillée par ses camarades pour sa petite taille. Mais ses prédispositions athlétiques sont remarquées par Yaroslav Korol : à huit ans, elle court plus vite et saute plus haut que n'importe quelle autre fille et que beaucoup de garçons de sa classe et, espiègle, elle escalade des barrières et grimpe aux arbres pour chaparder des fruits.
Olga fait montre de son intérêt pour la gymnastique artistique : Ludmilla, la sœur qu'Olga idéalise et à laquelle elle s'identifie, pratique déjà assidûment la discipline — elle obtiendra le titre de maître ès sport d'URSS (en) en gymnastique artistique — et Olga souhaiterait suivre son exemple. Dès sa première leçon d'initiation à la gymnastique artistique, Olga « tombe amoureuse » de ce sport exigeant. Lors des leçons suivantes, elle confirme ses prédispositions athlétiques et son professeur d'éducation physique suggère qu'elle pourrait devenir une bonne gymnaste,.
À neuf ans, Olga commence l'apprentissage de la gymnastique puis, à dix ans, elle intègre l'Académie des sports de la Bannière Rouge, une école de gymnastique dirigée par Renald Knysh,.
Elle y est d'abord entraînée par les gymnastes Yelena Volchetskaya et Tamara Alexeyeva, championne d'URSS au saut de cheval, puis par Knysh lui-même,. Knysh, qui nourrit des projets ambitieux pour la gymnastique artistique que seul quelqu'un d'exceptionnel pourrait l'aider à réaliser, concèdera avoir d'abord été déçu par Olga, la trouvant « paresseuse et capricieuse ». Olga, pour sa part, décrira Knysh comme « un solitaire, un despote, un excentrique, mais comme entraîneur, un génie ».

## Carrière sportive

### Débuts
En 1967, Olga participe, pour la première fois, aux championnats junior de gymnastique artistique de Biélorusse. L'année suivante, elle remporte trois médailles d'or — au saut de cheval, à la poutre et aux barres asymétriques — à la Spartakiade.

### 1969
Olga débute en compétition senior en octobre 1969, aux championnats d'URSS de gymnastique artistique à Rostov-sur-le-Don,.
L'âge minimal requis des participantes étant alors fixé à seize ans accomplis, Larissa Latynina, head coach (« accompagnatrice en chef ») de l'équipe nationale féminine, obtient des organisateurs une dérogation permettant à Olga, qui n'a pas encore quinze ans, de concourir. Plus jeune et plus petite des participantes, Olga est d'autant plus applaudie par les spectateurs que ses programmes à la poutre et aux barres asymétriques comportent des mouvements alors inusuels et dont l'exécution est très difficile.
C'est en effet lors de ce championnat qu'Olga devient la première gymnaste à réussir en compétition un salto arrière à la poutre et une sortie arrière aux barres asymétriques. Ces deux figures seront respectivement baptisées « salto Korbut » et « flip Korbut » en son honneur. Olga se classe cinquième du concours individuel, une chute aux barres asymétriques la privant de podium. Les acrobaties d'Olga ne sont pas du goût des autorités qui « l'accusent de ne présenter qu'un numéro de cirque grossier ». En 1973, Olga déclarera avoir été satisfaite par ce résultat, son objectif étant de se classer parmi les huit premières.

### 1970
En 1970, Olga participe à ses seconds championnats d'URSS de gymnastique artistique et y décroche son premier titre national au saut de cheval,. Pendant sa carrière sportive, Olga est surnommée la petite Olga.
Olga intègre, en tant que gymnaste de réserve, l'équipe nationale féminine qui participe aux championnats du monde de gymnastique artistique à Ljubljana. En marge de la compétition officielle, à laquelle Olga ne participe pas, elle réalise une belle performance lors d'un séminaire des juges qui ne manquent pas de la complimenter. Olga est alors accusée de mépriser tant ses coéquipières que les entraîneurs, qu'elle feint d'ignorer.

### 1971
Une blessure puis une maladie tiennent Korbut éloignée du gymnase pendant plusieurs mois. Tardant à retrouver sa pleine condition physique et longtemps privée d'entraînement, elle ne peut participer à aucune compétition. Mais, à seize ans, elle acquiert la maturité qui lui faisait défaut.

### 1972

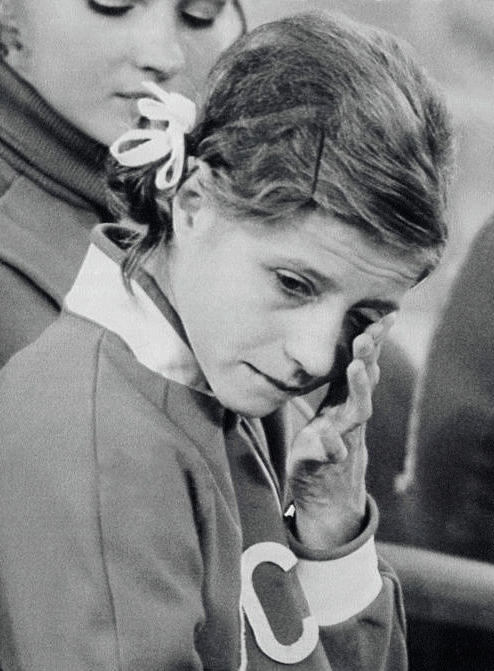
Olga Korbut en 1972 à Munich

Olga participe à ses premiers Jeux olympiques. Ses performances spectaculaires et ses erreurs désastreuses dans l'Olympiahalle de Munich sont retransmises à la télévision et elle devient une superstar par sa personnalité charismatique, son habileté, son audace, son originalité et son courage mais aussi son expressivité émotionnelle et sa faillibilité.
Le 28 août, Olga et ses coéquipières — Ludmilla Tourischeva, Tamara Lazakovitch, Lyubov Burda, Elvira Saadi et Antonina Koshel — remportent la compétition par équipes. Deux jours plus tard, le 30 août, Olga est en tête du concours général individuel lorsqu'elle chute aux barres asymétriques. En pleurs, elle est consolée par un spectateur qui brave le service de sécurité pour lui offrir un bouquet de fleurs. Le lendemain, le 31 août, Olga participe aux finales individuelles par engins. Remise de ses déconvenues de la veille, elle réalise des enchaînements spectaculaires aux barres asymétriques qui lui valent une ovation du public. Elle obtient une note de 9,80 qui n'est pas du goût du public. Des sifflets et des huées s'élèvent des tribunes pour réclamer des juges qu'ils révisent à la hausse la note qu'ils viennent d'attribuer à Olga. Les juges refusent. Le public se met alors à taper des pieds. Le bruit est tel que les organisateurs sont contraints d'interrompre la compétition. Ils décident alors de l'entrée en lice de la concurrente suivante, Angelika Hellmann. Probablement déconcentrée par le bruit, la gymnaste est-allemande rate sa réception et fond en larmes en regagnant le banc de son équipe, ce qui a pour effet de calmer le public. Olga termine finalement deuxième, remportant ainsi sa première médaille individuelle. Elle remporte ensuite la médaille d'or à la poutre et au sol.
Après Munich, Olga participe à ses troisièmes championnats d'URSS de gymnastique artistique et se classe troisième du concours individuel. Après sa victoire au tournoi international de Riga, elle remporte la coupe d'URSS de gymnastique artistique.
Fin novembre 1972, lors d'une tournée au Danemark, Olga se blesse grièvement au dos. Des soins de balnéothérapie lui seront prodigués dans un centre spécialisée de la station thermale sud-caucasienne de Tskhaltubo, en Géorgie,,.

### 1973
Après les Jeux olympiques de Munich, dans le contexte de la Détente, l'équipe d'URSS féminine de gymnastique artistique entreprend une longue tournée mondiale qui débute en mars 1973 par les États-Unis. Le maire de New York lui remet les clés de la ville. Celui de Chicago baptise « Journée Olga Korbut » le jour de l'arrivée de l'équipe soviétique dans la ville. Le 21 mars, Olga et ses coéquipières sont reçues à la Maison-Blanche, dans le Bureau ovale, par Richard Nixon,,. Au président américain qui la raille par un « You are a little girl » [« Vous êtes une petite fille »], elle répond malicieusement par un « You are a big boy » [« Vous êtes un grand (gros) garçon »].
En août 1973, lors de l'Universiade à Moscou, Olga remporte le concours général ainsi que trois autres médailles d'or et une médaille de bronze aux agrès.
En octobre, lors des championnats d'Europe à Londres, Olga se classe deuxième du concours général. Mais, lors des finales par agrès, elle se blesse à la cuisse lors de sa course d'élan au saut de cheval et doit déclarer forfait pour le reste de la compétition.

### Après 1973
En 1974, Olga participe aux championnats du monde de gymnastique à Varna. Après avoir remporté le concours par équipes, Olga se classe deuxième du concours général individuel, derrière sa compatriote Ludmilla Tourischeva[réf. nécessaire].
Début 1975, Olga et Renald Knysk mettent fin à leur collaboration. La prise de distance d'Olga envers son mentor n'est cependant que relative puisque Tamara Alexeyeva, l'épouse de Knysh, devient son entraîneur personnel.
En 1976, Olga participe à ses seconds Jeux olympiques. Olga et ses coéquipières — Maria Filatova, Svetlana Grozdova, Nelli Kim, Elvira Saadi, déjà présente à Munich, et Ludmilla Tourischeva, qui participe à sa troisième Olympiade — remportent le concours général par équipes[réf. nécessaire].

## Retraite sportive

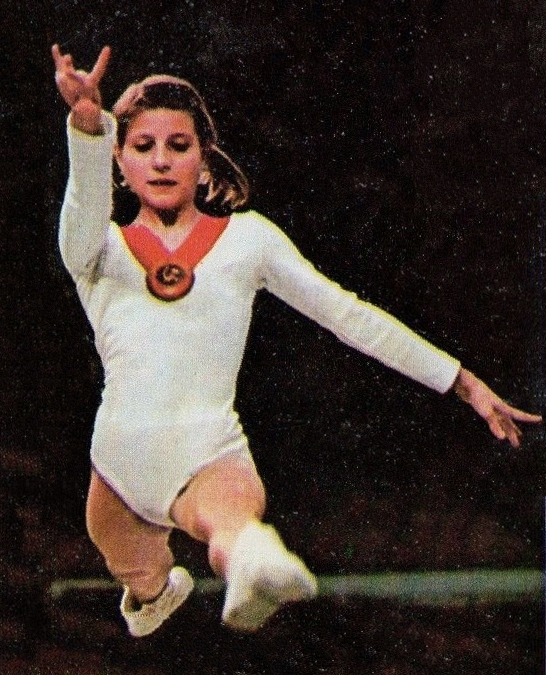
Olga Korbut en 1972.

Olga prend sa retraite sportive en 1977.
Après sa retraite sportive, Olga reprend ses études et devient entraineur de l'équipe féminine de Biélorussie de gymnastique artistique.
Au début du mois de janvier 1978, Olga épouse Leonid Bortkevich, le chanteur de Pesniary,. Le 10 mars 1979 à Minsk, elle donne naissance à leur unique enfant, un garçon prénommé Richard,.
En 1986, Olga réside à Minsk, avec son mari et leur fils, lorsque, le 26 avril, survient l'accident nucléaire de Tchernobyl. Dès juillet 1986, Olga et son mari confient leur fils à des amis résidant à East Brunswick dans le New Jersey. En mars 1991, Olga et son mari émigrent aux États-Unis afin de rejoindre leur fils. Ils s'établissent à Hammonton, dans le New Jersey.
Elle participe à Celebrity Boxing 2, une émission de télévision américaine diffusée pour la première fois le 22 mai 1992 sur le réseau Fox. L'autobiographie d'Olga, intitulée My Story (« Mon histoire », en français), paraît en juillet 1992. Elle y accuse son ancien entraîneur, Renald Knysh, de l'avoir régulièrement battue puis, au moment où elle a pris sa retraite sportive, d'avoir essayé de la persuader de l'épouser.
En 2000, Olga obtient, par naturalisation, la nationalité américaine. Elle divorce la même année.
Le 31 janvier 2002,, Olga est arrêtée pour vol à l'étalage pour avoir dérobé 19,35 dollars américains de figues, de condiments, de thé Earl Grey, de fromage et de sirop aromatisé dans un supermarché Publix de Norcross en Géorgie. Elle suivra volontairement un programme de traitement non judiciaire coûtant 330 dollars américains.
En 2017, elle vend aux enchères trois de ses médailles remportées aux J.O. de Munich 1972. L’opération organisée aux États-Unis par la société Heritage Auctions lui rapporte 217 000 €.

## Postérité

### Influence sur la gymnastique artistique
Olga et son entraîneur, Renald Knysh, sont associés à la « révolution » de la gymnastique artistique féminine qui est intervenue au milieu des années 1970 et que les performances spectaculaires réalisées par Olga aux Jeux olympiques de 1972 à Munich, notamment les deux mouvements auxquels elle a donné son nom, sont considérées comme ayant « initiée ».
Avant Olga, l'élite de la gymnastique artistique féminine — telle la tchécoslovaque Věra Čáslavská qui, aux championnats d'Europe de 1967 à Amsterdam, devient la première gymnaste à obtenir des notes de 10, à la poutre et au sol — propose encore une gymnastique dite, par rétronymie, « classique » parce qu'elle incorpore beaucoup de mouvements empruntés au ballet. Avec Olga et à sa suite, les difficultés acrobatiques deviennent dominantes bien qu'elles soient combinées avec l'art de la danse. Cette approche sera poursuivie aux Jeux olympiques de 1976 à Montréal, avec encore plus de succès, par la gymnaste roumaine Nadia Comăneci, entraînée par Béla Károlyi, ainsi que par la compatriote d'Olga, la gymnaste soviétique Nelli Kim, entraînée par Vladimir Baidin.
Olga a donné son nom à deux figures qu'elle a été la première à réussir en compétition : le salto Korbut, à la poutre et le flip Korbut, aux barres asymétriques. Le salto Korbut est un salto arrière avec réception à cheval sur la poutre. Le flip Korbut consiste pour le gymnaste à exécuter un flip arrière à partir de la barre la plus haute des barres asymétriques en prenant appui debout sur la barre. Il est aujourd'hui interdit par le code de pointage des épreuves de gymnastique.

### Prix et récompenses
En 1972, Olga Korbut est nommée Female Athlete of the Year (« athlète féminine de l'année ») par l'agence Associated Press et Overseas Sports Personality of the Year (« personnalité sportive étrangère de l'année ») par la BBC, devenant la première sportive du bloc de l'Est à recevoir cette dernière récompense.
En 1975, elle est nommée Athlete of the Year (« athlète de l'année ») par la Women's Sports Foundation (en) qui l'honore du titre de Mother of Gymnastics (« mère des gymnastes »).
En 1988, elle devient la première personne à entrer à l'International Gymnastics Hall of Fame (« Temple de la renommée de la gymnastique ») : « Peut-être aucun autre gymnaste n'a jamais fait plus pour promouvoir la participation au sport de gymnastique que ne l'a fait Olga Korbut ».
En 1994, le magazine sportif hebdomadaire américain Sport Illustrated la classe parmi les meilleurs sportifs des quarante dernières années.
En 1999, l'agence italienne AHCA la classe parmi les meilleurs sportives du XXe siècle.
Le gymnaste américain Kurt B. Thomas a été surnommé, à ses débuts, le Olga Kurbut de la gymnastique masculine.

### Fiction
En 1976, Viktor Titov réalise Чудо с косичками (Čudo s kosičkami), un film de fiction basé sur l'histoire et le personnage d'Olga.

## Palmarès

### Jeux olympiques
- Munich 1972
  -  Médaille d'or par équipes
  -  Médaille d'or au sol
  -  Médaille d'or à la poutre

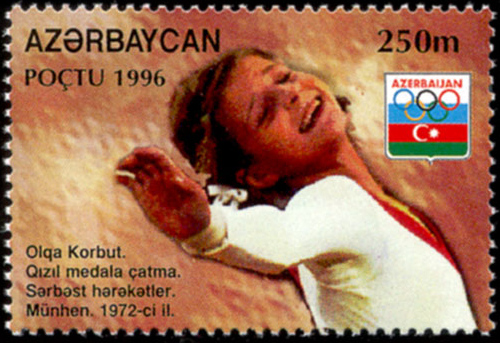
Olga Korbut lors de Jeux olympiques de 1972 à Munich, représentée sur un timbre azerbaïdjanais de 1996.

  -  Médaille d'argent aux barres asymétriques.
- Montréal 1976
  -  Médaille d'or par équipes
  -  Médaille d'argent à la poutre

### Championnats du Monde
- Varna 1974
  -  Médaille d'or par équipes
  -  Médaille d'or au saut de cheval
  -  Médaille d'argent au concours général